# Gare de Mitry - Claye
La gare de Mitry - Claye est une gare ferroviaire française de la ligne de La Plaine à Hirson et Anor (frontière), située sur le territoire de la commune de Mitry-Mory, dans le département de Seine-et-Marne, en région Île-de-France. Elle dessert également Claye-Souilly, chef-lieu de canton situé à quatre kilomètres au sud.
Elle est mise en service par la Compagnie des chemins de fer du Nord lors de l'ouverture de la ligne en 1861.
C'est une gare de la Société nationale des chemins de fer français (SNCF) desservie par les trains de la ligne B du réseau express régional d'Île-de-France (RER), par les trains de la ligne K du Transilien.

## Situation ferroviaire
Établie à 70 mètres d'altitude, la gare de Mitry - Claye est située au point kilométrique (PK) 26,694 de la ligne de La Plaine à Hirson et Anor (frontière) entre les gares de Villeparisis - Mitry-le-Neuf (également située sur la commune de Mitry-Mory) et Compans.

## Histoire

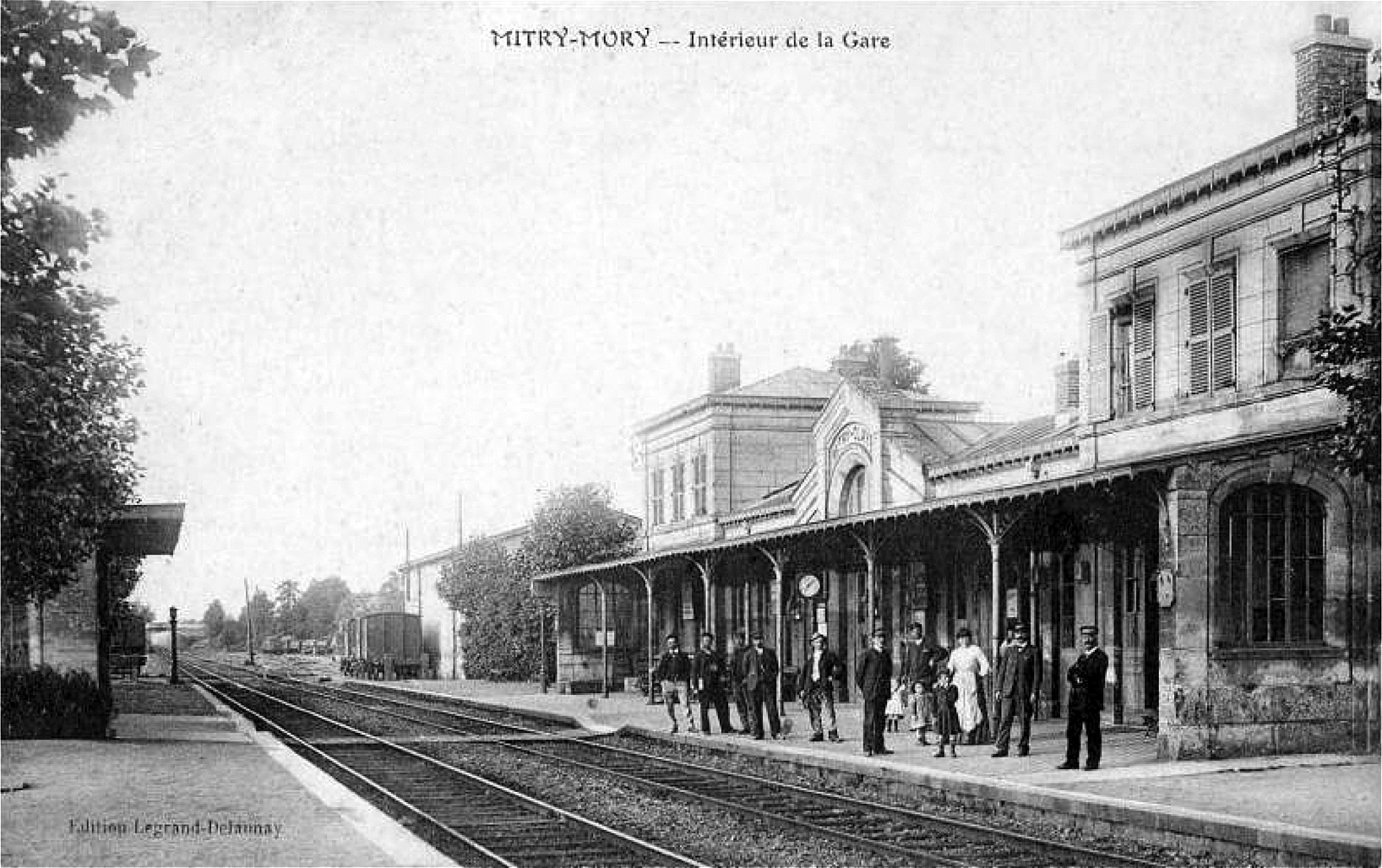
Le bâtiment voyageurs et les quais vers 1900.

La Compagnie des chemins de fer du Nord obtient la concession d'une ligne de Paris à Soissons le 26 juin 1857. Construite entre 1860 et 1861, la gare de Mitry est mise en service par la Compagnie du Nord le 31 août 1861 lors de l'ouverture de la section de la gare de Sevran à la gare de Villers-Cotterêts. Le tronçon, qui traverse le département de Seine-et-Marne, fait 17,5 km ; il ne comprend que deux stations, Mitry et Dammartin - Juilly qui disposent chacune d'un bâtiment voyageurs établi suivant un plan type de la compagnie. Il comporte un bâtiment central de plain-pied encadré par deux bâtiments avec un étage. Le chef de gare a son logement dans le bâtiment de gauche et le sous-chef de gare dans celui de droite. Le bâtiment central dispose de salles d'attente dans sa partie droite et de bureaux à gauche ; la porte d'entrée est surmontée d'un fronton au centre.
Les infrastructures de la gare sont complétées les années suivantes. On y ajoute notamment des marquises sur les quais et le « pavillon d'aisance » en 1863 et une halle aux marchandises en 1867. Ces ajouts se poursuivent dans les années 1870, avec des magasins en 1874 et une annexe avec remise pour les voitures de correspondance, écurie pour 10 chevaux et logement pour un palefrenier.

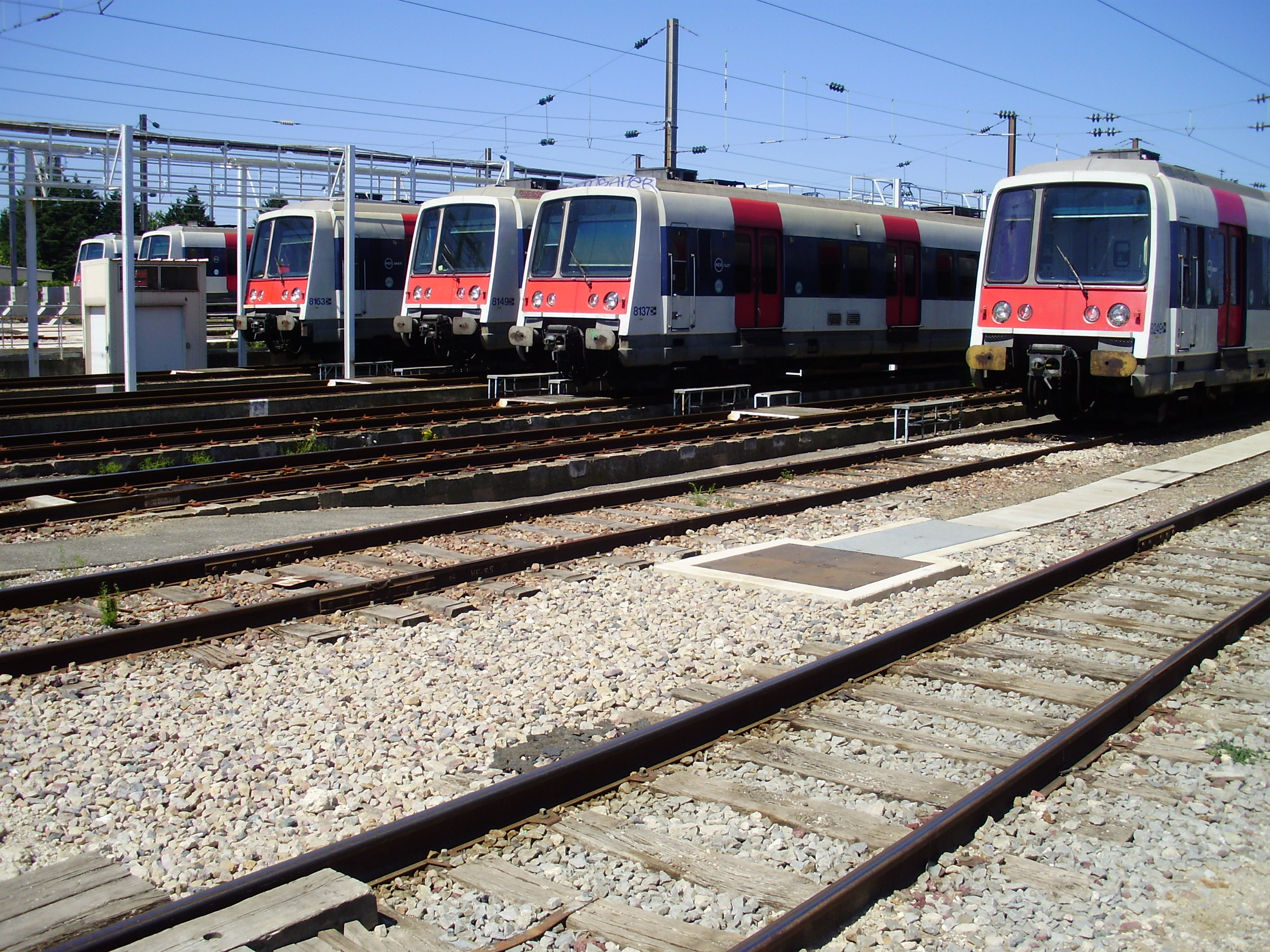
Rames du RER B sur les voies de garage.

Dans le cadre du projet RER B Nord +, la gare de Mitry - Claye a connu un profond remaniement depuis 2007 et jusqu'à 2011 afin d'améliorer la capacité, la régularité et la fiabilité de la ligne B du RER. Ces travaux ont consisté en la création d'une quatrième voie sur 800 m entre Villeparisis - Mitry-le-Neuf et Mitry - Claye (impliquant la création de deux ponts-rails), la modification des installations du terminus du RER, et le remplacement du poste d'aiguillage ainsi que le rehaussement des quais pour faciliter l'accès aux trains.

## Fréquentation
De 2015 à 2021, selon les estimations de la SNCF, la fréquentation annuelle de la gare s'élève aux nombres indiqués dans le tableau ci-dessous.
| Année     | 2015      | 2016      | 2017      | 2018      | 2019      | 2020      | 2021      |
| --------- | --------- | --------- | --------- | --------- | --------- | --------- | --------- |
| Voyageurs | 2 989 451 | 3 039 545 | 3 079 825 | 3 054 942 | 2 950 501 | 1 404 440 | 2 342 392 |

## Service des voyageurs

### Accueil
Gare SNCF du réseau Transilien, elle offre divers services avec, notamment, des aménagements et services pour les personnes à mobilité réduite. Elle est équipée d'automates pour la vente des titres de transport (Transilien, Navigo et Grandes lignes) ainsi que d'un « système d'information sur les circulations des trains en temps réel ». Une boutique de presse est installée en gare.

### Desserte

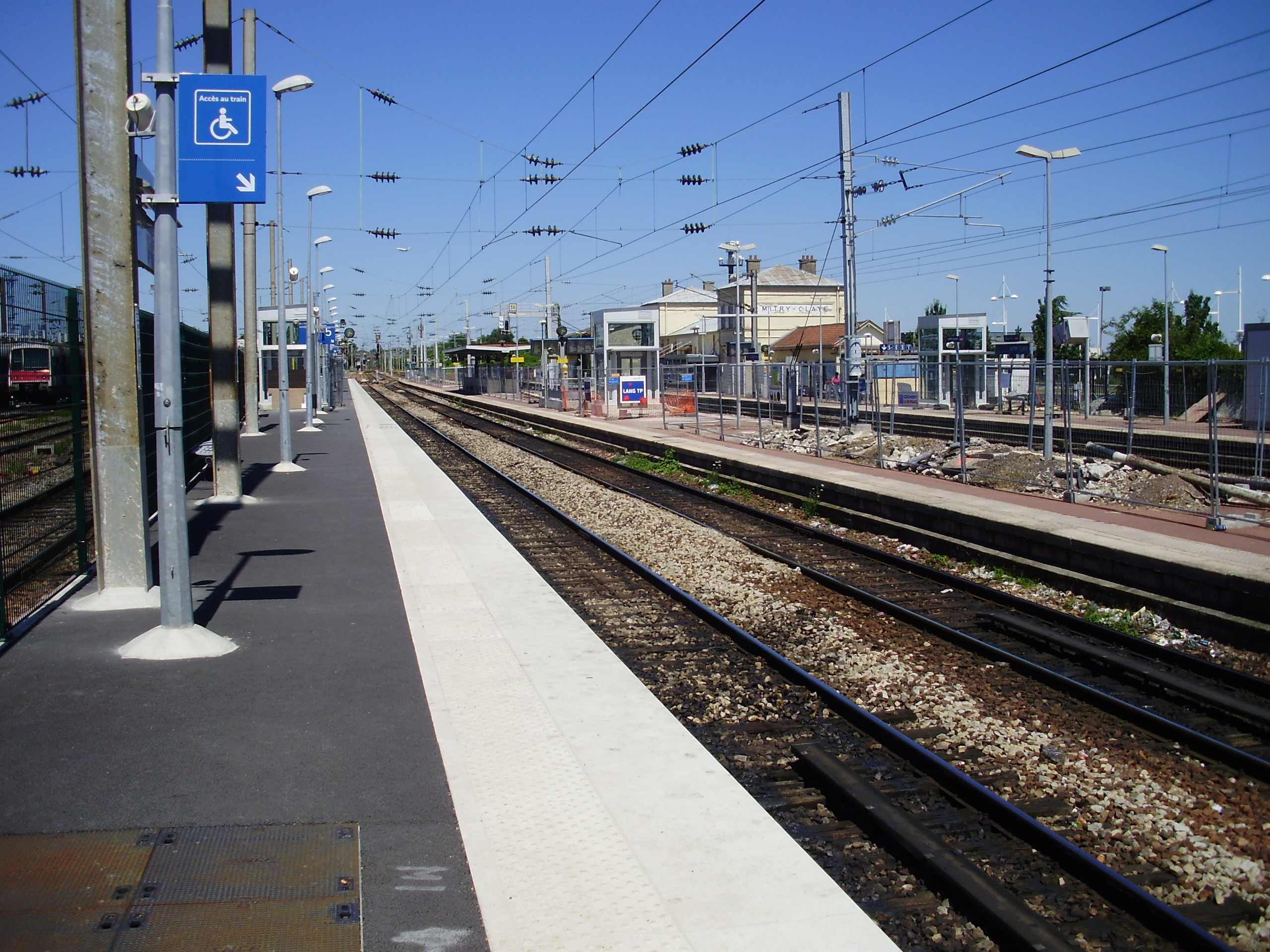
Vue générale de la gare depuis l'extrémité sud-ouest du quai 5 utilisé par les trains de la ligne B du RER.

Elle est le terminus de la branche B5 de la ligne B du RER. La gare est également desservie par les trains de la ligne K du Transilien.

### Fréquence de la desserte
La desserte de la gare par la ligne B du RER se compose ainsi :
- durant les heures creuses :
  - 4 trains par heure (soit 1 train toutes les 15 minutes) vers Robinson

- durant les heures de pointe du Lundi au Vendredi :
  - 6 trains par heure (soit 1 train toutes les 12 minutes) vers Massy-Palaiseau (le matin)
  - 6 trains par heure (soit 1 train toutes les 12 minutes) vers Saint-Rémy-lès-Chevreuse

La desserte de la gare par la ligne K du Transilien se compose ainsi :
- durant les heures creuses :

Du lundi au vendredi, l'exploitation de la ligne comprend essentiellement la circulation de quelques trains entre Paris et Crépy.
- durant les heures de pointe :
  - 2 trains par heure (soit 1 train toutes les 30 minutes) vers Gare du Nord (le matin)
  - 2 trains par heure (soit 1 trains toutes les 30 minutes) vers Crépy-en-Valois (le soir)
  - En contre-pointe 1 trains par heure (soit 1 trains toutes les heures) vers Crépy-en-Valois (le matin), 1 trains par heure (soit 1 trains toutes les heures) vers Gare du Nord (le soir)

- les week-ends
  - le samedi : 10 trains vers Crépy-en-Valois et 10 trains vers Gare du Nord
  - le dimanche : 6 trains vers Crépy-en-Valois et 6 trains vers Gare du Nord[7]

### Intermodalité
Des correspondances sont possibles pour desservir les différents quartiers de Mitry-Mory et les territoires environnants avec les lignes de bus suivantes :
- les lignes 2113, 2116, 2120, 2122, 2124, 2129, 2130, 2168 et Mitry-Claye du réseau de bus Roissy Est ;
- la ligne 3s du réseau de bus Marne et Brie ;
- des services de transport à la demande Filéo Roissy Sud et TàD Goële.

La gare est la seule gare terminus de la ligne B du RER à ne pas bénéficier d'une desserte nocturne par le réseau de bus Noctilien étant donné que la ligne N41 s'arrête juste à la gare d'avant Villeparisis - Mitry-le-Neuf. Un service à la demande, à réservation obligatoire, dénommé Filéo, est cependant disponible ; il permet une liaison avec l'aéroport de Paris-Charles-de-Gaulle.
Des parkings gratuits pour plus de 500 places sont disponibles, rue Jean-Caille et rue Paul-Gauguin. Il existe également un parc pour vélos.

## Service des marchandises
Cette gare est ouverte au service du fret.